# Paar (fiume)
Il Paar è un fiume affluente del Danubio e scorre interamente in Baviera per 134 km.

## Geografia fisica

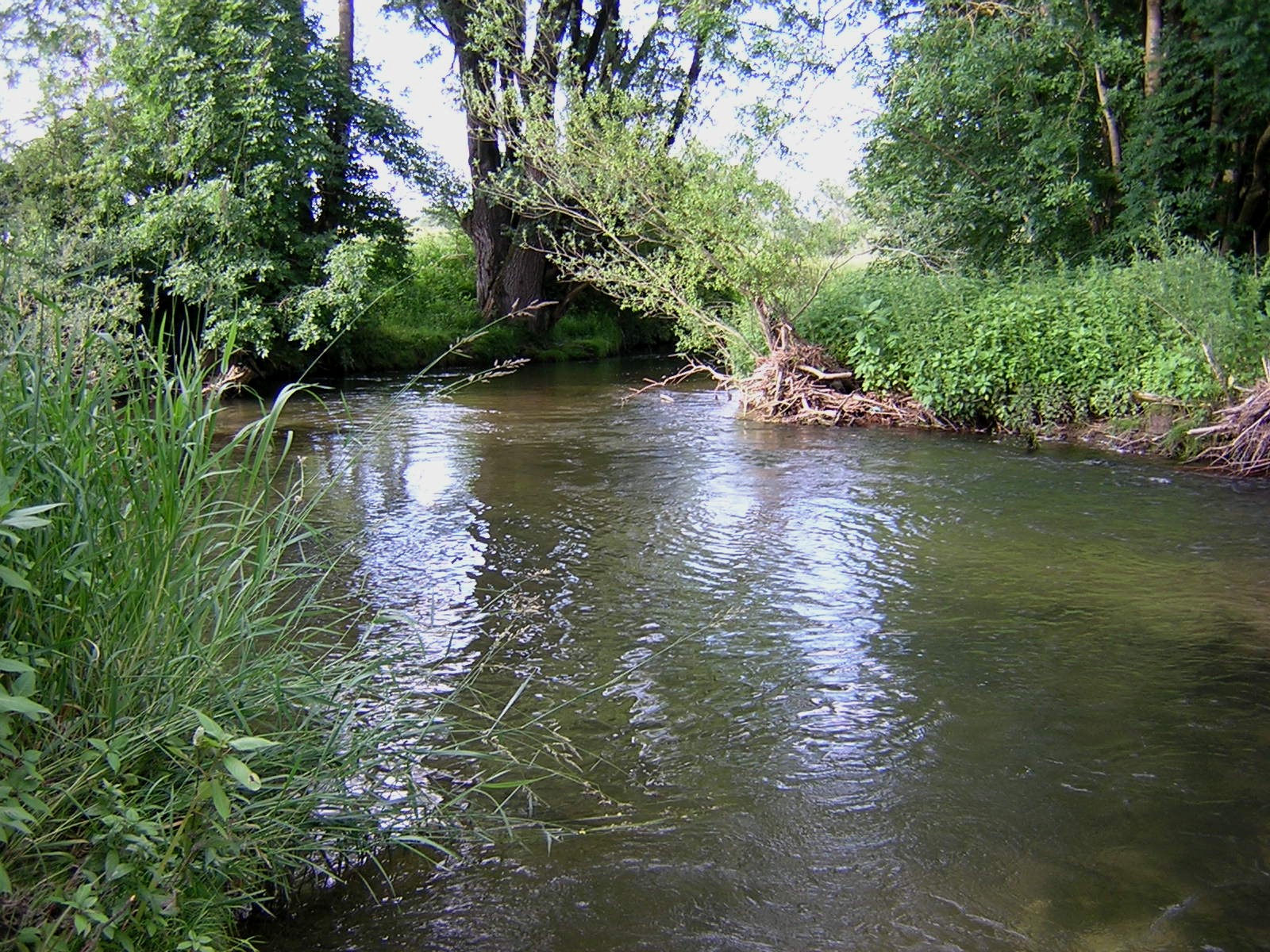
Il Paar a Ottmaring.

Il fiume Paar, nome che probabilmente deriva da una parola indoeuropea che rimanda allo "sgorgare", nasce da una morena terminale a nord del lago Ammersee, sviluppatosi dallo scioglimento dei ghiacciai dell'era glaciale. La sorgente si trova vicino al castello di Kaltenberg, nel comune di Geltendorf. Nel comune di Mering passa per i campi ghiaiosi della valle del fiume Lech, formatisi nel corso della glaciazione Würm. Per alcuni chilometri scorre parallelo al Lech, lasciandone la valle in prossimità del villaggio di Ottmaring. Inizialmente la sorgente era vicino a Ottmaring, ma dalla fine della glaciazione Würm, grazie a un continuo processo di erosione all'indietro, la sorgente è arretrata fino a congiungersi al tratto superiore; quest'ultimo, inizialmente, scorreva verso il fiume Friedberger Ach, che ne rappresentava il tratto inferiore.

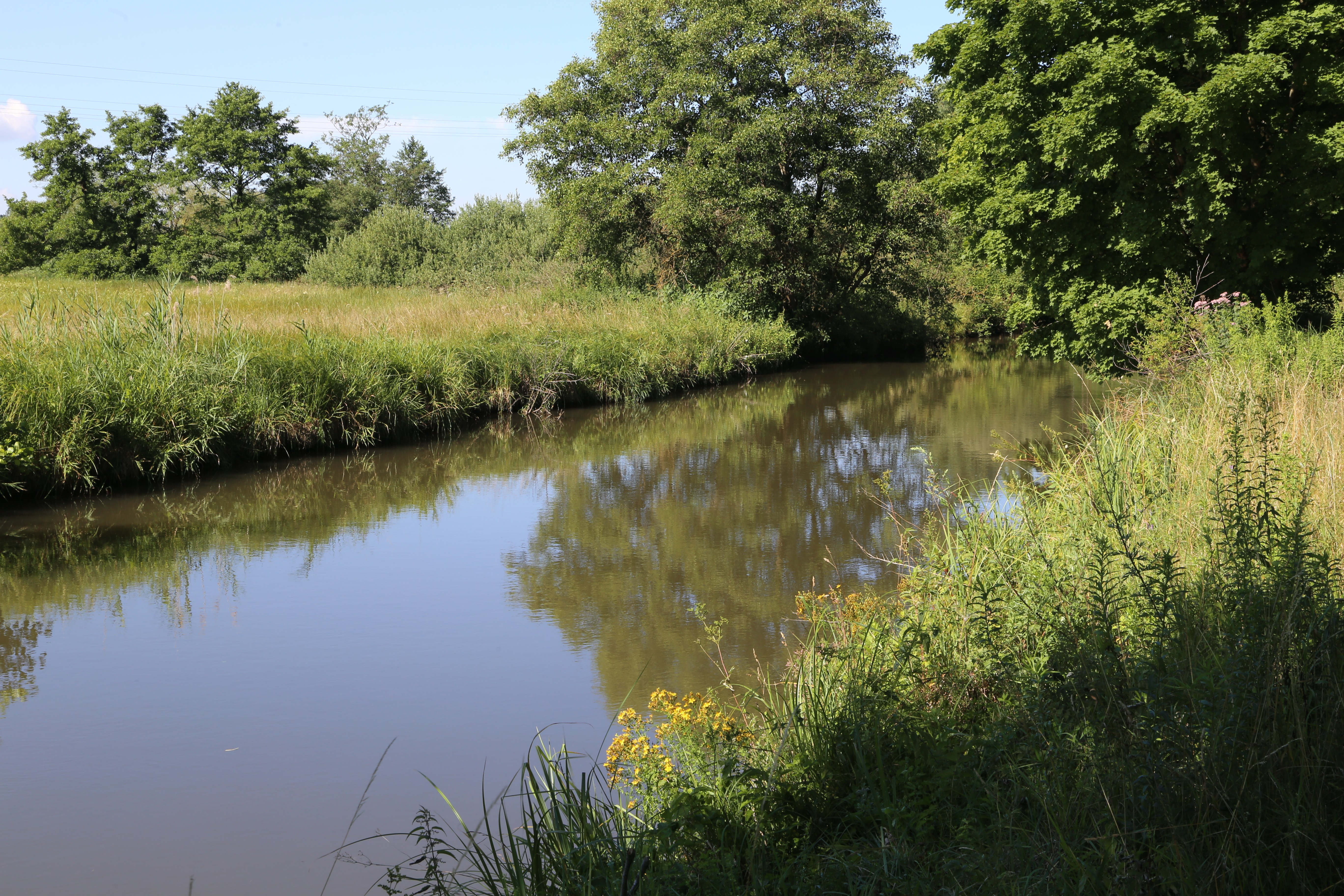
Il Paar a Schrobenhausen.

Da qui il fiume prosegue in direzione nord-est nella regione collinare tra il Danubio e l'Isar. Tra Aichach e Manching il Paar scorre su un terreno composto da limo, ghiaia e sabbia fine. Poco prima di giungere ad Aichach viene attraversato dall'autostrada 8, per poi essere attraversato dall'autostrada 9 poco prima di Manching. Il Paar originariamente sfociava nel Danubio nei pressi di Großmehring, ma l'estuario è stato spostato e il flusso deviato per proteggere l'area da inondazioni; i lavori vennero avviati nel 1922. Così, il fiume scorre parallelo al Danubio fino a Vohburg an der Donau, passando a fianco alla centrale elettrica e alla raffineria di Irsching, per poi sfociare nel Danubio in prossimità dell'abitato di Vohburg.

## Geografia antropica
Il fiume scorre interamente in Baviera e passa attraverso cinque circondari:
- circondario di Landsberg am Lech, nei comuni di:
  - Geltendorf,
  - Egling an der Paar,

- circondario di Aichach-Friedberg, nei comuni di:
  - Schmiechen,
  - Steindorf,
  - Merching,
  - Mering,
  - Kissing,
  - Friedberg,
  - Dasing,
  - Aichach
  - Obergriesbach,
  - Kühbach,

- circondario di Neuburg-Schrobenhausen, nei comuni di:
  - Schrobenhausen,
  - Waidhofen,

- circondario di Pfaffenhofen an der Ilm, nei comuni di:
  - Hohenwart,
  - Pörnbach,
  - Hohenwart,
  - Reichertshofen,
  - Baar-Ebenhausen,
  - Manching,
  - Vohburg an der Donau,

- circondario di Eichstätt, nel comune di:
  - Großmehring.

La linea ferroviaria Ammerseebahn, che collega Weilheim in Oberbayern e Mering, costeggia il corso del fiume per metà della sua tratta. Da Friedberg fino a Schrobenhausen il fiume viene affiancato dalla linea ferroviaria Paartalbahn, che collega Ingolstadt ad Augusta. Da Schrobenhausen fino a Reichertshofen è la Bundesstraße 300 a costeggiare il fiume.